# Клубний чемпіонат світу з футболу 2018
Клубний чемпіонат світу з футболу 2018 — футбольний турнір, який проходив з 12 по 22 грудня 2018 року в ОАЕ. Він став 15-м розіграшем Клубного чемпіонату світу з футболу, турніром, який проводить ФІФА між переможцями клубних турнірів кожної з 6 конфедерацій, а також чемпіоном країни-господарки. Турнір втретє поспіль і вчетверте загалом виграв іспанський «Реал Мадрид», здолавши в фіналі господарів змагання клуб «Аль-Айн» (4:1).

## Заявки на проведення турніру
4 країни подали заявки на проведення Клубних чемпіонатів світу 2017 і 2018 років (один і той же господар у обох турнірів):
- Бразилія
- Індія[5]
- Японія
- ОАЕ

21 березня 2015 року Об'єднані Арабські Емірати були офіційно названі господарями турніру в 2017 і 2018 роках.

### Стадіон
Матчі клубного чемпіонату світу 2018 пройшли на двох стадіонах ОАЕ: «Заєд Спорт Сіті» (Абу-Дабі) і «Хазза бін Заєд» (Ель-Айн).
| Абу-Дабі                                                                        | Абу-Дабі Ель-Айн | Ель-Айн                                                                     |
| ------------------------------------------------------------------------------- | ---------------- | --------------------------------------------------------------------------- |
| Шейх Заєд                                                                       | Абу-Дабі Ель-Айн | Хазза бін Заєд                                                              |
| 24°24′57.92″ пн. ш. 54°27′12.93″ сх. д. / 24.4160889° пн. ш. 54.4535917° сх. д. | Абу-Дабі Ель-Айн | 24°14′44.1″ пн. ш. 55°42′59.7″ сх. д. / 24.245583° пн. ш. 55.716583° сх. д. |
| Місткість: 43 000                                                               | Абу-Дабі Ель-Айн | Місткість: 22 000                                                           |
|                                                                                 | Абу-Дабі Ель-Айн |                                                                             |

## Склади
Кожна команда мала склад з 23-х гравців (три з яких були воротарями).

## Учасники
| Команда                        | Конфедерація         | Кваліфікація                            | Участь                     |
| Проходять у півфінал           | Проходять у півфінал | Проходять у півфінал                    | Проходять у півфінал       |
| ------------------------------ | -------------------- | --------------------------------------- | -------------------------- |
| Рівер Плейт                    | КОНМЕБОЛ             | Переможець Кубка Лібертадорес 2018      | 2 (2015)                   |
| «Реал Мадрид»                  | УЄФА                 | Переможець Ліги чемпіонів УЄФА 2017/18  | 5 (2000, 2014, 2016, 2017) |
| Проходять у чвертьфінал        |                      |                                         |                            |
| Касіма Антлерс                 | АФК                  | Переможець Ліги чемпіонів АФК 2018      | 2 (2016)                   |
| Есперанс                       | КАФ                  | Переможець Ліги чемпіонів КАФ 2018      | 2 (2011)                   |
| Гвадалахара                    | КОНКАКАФ             | Переможець Ліги чемпіонів КОНКАКАФ 2018 | 1                          |
| Плей-оф за вихід у чвертьфінал |                      |                                         |                            |
| Тім Веллінгтон                 | ОФК                  | Переможець Ліги чемпіонів ОФК 2017/18   | 1                          |
| Аль-Айн1                       | АФК                  | Переможець чемпіонату ОАЕ 2017/18       | 1                          |

Примітки
1: ↑  Якщо переможцем Ліги чемпіонів АФК стала б команда з ОАЕ, то фіналіст Ліги чемпіонів АФК був би запрошений замість переможця чемпіонату ОАЕ.

## Судді
Загалом на турнір було призначено шість головних арбітрів, дванадцять асистентів і шість відеоасистентів. 22 листопада 2018 року ФІФА оголосила, що трійка суддів і помічників суддів з КАФ були змінені.
| Конфедерація | Головний арбітр      | Асистенти                            | Відеоасистент                                |
| ------------ | -------------------- | ------------------------------------ | -------------------------------------------- |
| АФК          | Сато Рюдзі           | Тору Сагара Хіросі Ямауті            | Мохаммед Абдулла Хассан Мохамед              |
| КАФ          | Бамлак Тессема Веєса | Захеле Тусі Сівела Валід Ахмед       |                                              |
| КОНКАКАФ     | Хаїр Марруфо         | Френк Андерсон Корі Роквелл          | Марк Гейгер                                  |
| КОНМЕБОЛ     | Вілтон Сампайо       | Родріго Фігейредо Бруно Бошилья      | Мауро Вільяно                                |
| ОФК          | Метью Конгер         | Тевіта Макасіні Марк Рул             |                                              |
| УЄФА         | Джанлука Роккі       | Еленіто Ді Лібераторе Мауро Тоноліні | Павел Гіль Массіміліано Ірраті Данні Маккелі |

## Матчі
Жеребкування турніру відбулося 4 вересня 2018 року о 10:00 CEST (UTC+2), у штаб-квартирі ФІФА в Цюриху, щоб вирішити матчі другого туру (між переможцем першого раунду та командами з АФК, КАФ, і КОНКАКАФ), а також супротивники двох переможців другого раунду в півфіналах (команди з КОНМЕБОЛ і УЄФА) . Під час розіграшу ще не було відомо які виступатимуть команди від АФК, КАФ і КОНМЕБОЛ, оскільки їх турніри ще не були завершені
.
|  | Плей-оф              | Плей-оф             |                      |                | Чвертьфінал         | Чвертьфінал         |                 |                 | Півфінал | Півфінал |  |  | Фінал                | Фінал                |
|  | 12 грудня – Ель-Айн  |                     |                      |                |                     |                     |                 |                 |          |          |  |  |                      |                      |
|  | Аль-Айн пен.         | 3 (4)               |                      |                | 15 грудня — Ель-Айн | 15 грудня — Ель-Айн |                 |                 |          |          |  |  |                      |                      |
|  | Аль-Айн пен.         | 3 (4)               |                      |                | 15 грудня — Ель-Айн | 15 грудня — Ель-Айн |                 |                 |          |          |  |  |                      |                      |
|  | Тім Веллінгтон       | 3 (3)               |                      |                | Есперанс            | 0                   |                 |                 |          |          |  |  |                      |                      |
|  | Тім Веллінгтон       | 3 (3)               | 18 грудня — Ель-Айн  |                | Есперанс            | 0                   |                 |                 |          |          |  |  |                      |                      |
|  |                      |                     |                      |                | Аль-Айн             | 3                   |                 |                 |          |          |  |  |                      |                      |
|  | Рівер Плейт          | 2 (4)               |                      |                | Аль-Айн             | 3                   |                 |                 |          |          |  |  |                      |                      |
|  | Рівер Плейт          | 2 (4)               |                      |                |                     |                     |                 |                 |          |          |  |  |                      |                      |
|  |                      |                     | Аль-Айн пен.         | 2 (5)          |                     |                     |                 |                 |          |          |  |  |                      |                      |
|  |                      |                     | Аль-Айн пен.         | 2 (5)          |                     |                     |                 |                 |          |          |  |  |                      |                      |
|  |                      |                     | 22 грудня — Абу-Дабі |                |                     |                     |                 |                 |          |          |  |  |                      |                      |
|  |                      |                     |                      |                |                     |                     |                 |                 |          |          |  |  |                      |                      |
|  | Реал Мадрид          | 4                   |                      |                |                     |                     |                 |                 |          |          |  |  |                      |                      |
|  | Реал Мадрид          | 4                   | 15 грудня — Ель-Айн  |                |                     |                     |                 |                 |          |          |  |  |                      |                      |
|  |                      | Аль-Айн             | 1                    |                |                     |                     |                 |                 |          |          |  |  |                      |                      |
|  |                      |                     | 1                    | Касіма Антлерс | 3                   |                     |                 |                 |          |          |  |  |                      |                      |
|  | 19 грудня — Абу-Дабі |                     |                      | Касіма Антлерс | 3                   |                     |                 |                 |          |          |  |  |                      |                      |
|  |                      | Гвадалахара         | 2                    |                |                     |                     |                 |                 |          |          |  |  |                      |                      |
|  | Касіма Антлерс       | Гвадалахара         | 2                    | 1              |                     |                     |                 |                 |          |          |  |  |                      |                      |
|  | Касіма Антлерс       | Матч за 5 місце     | Матч за 5 місце      | 1              |                     |                     | Матч за 3 місце | Матч за 3 місце |          |          |  |  |                      |                      |
|  |                      | Матч за 5 місце     | Матч за 5 місце      |                | Реал Мадрид         | 3                   | Матч за 3 місце | Матч за 3 місце |          |          |  |  |                      |                      |
|  | Есперанс пен.        | 1 (6)               | Касіма Антлерс       | 0              | Реал Мадрид         | 3                   |                 |                 |          |          |  |  |                      |                      |
|  | Есперанс пен.        | 1 (6)               | Касіма Антлерс       | 0              |                     |                     |                 |                 |          |          |  |  |                      |                      |
|  | Гвадалахара          | 1 (5)               | Рівер Плейт          | 4              |                     |                     |                 |                 |          |          |  |  |                      |                      |
|  | Гвадалахара          | 1 (5)               | Рівер Плейт          | 4              |                     |                     |                 |                 |          |          |  |  |                      |                      |
|  | 18 грудня — Ель-Айн  | 18 грудня — Ель-Айн |                      |                |                     |                     |                 |                 |          |          |  |  | 22 грудня — Абу-Дабі | 22 грудня — Абу-Дабі |

Початок матчу вказано за місцевим часом, GST (UTC+4).

### Перший раунд
| 12 грудня 2018 19:30 |

| Аль-Айн                                   | 3–3      | Тім Веллінгтон                           |
| ----------------------------------------- | -------- | ---------------------------------------- |
| Сіотані 45' Думбіа 49' Берг 85'           | Протокол | Барсіа 11' Клепгем 15' Іліч 44'          |
|                                           | Пенальті |                                          |
| Діакі · Берг · Аль-Шахат · Сіотані · Кайо | 4–3      | Аллен · Кілколлі · Іліч · Вотсон · Галлі |

| Хазза бін Заєд, Аль-Айн Глядачів: 15,279 Арбітр: Сато Рюдзі (Японія) |

### Другий раунд
| 15 грудня 2018 17:00 |

| Касіма Антлерс                          | 3–2      | Гвадалахара                       |
| --------------------------------------- | -------- | --------------------------------- |
| Нагакі 49' Сержиньйо 69' (пен.) Абе 84' | Протокол | Сальдівар 3' Лео Сілва 90+4' (аг) |

| Хазза бін Заєд, Аль-Айн Глядачів: 3,997 Арбітр: Бамлак Тессема Веєса (Ефіопія) |

| 15 грудня 2018 20:30 |

| Есперанс | 0–3      | Аль-Айн                              |
| -------- | -------- | ------------------------------------ |
|          | Протокол | Ахмед 2' Аль-Шахат 16' Аль-Абабі 60' |

| Хазза бін Заєд, Аль-Айн Глядачів: 21,333 Арбітр: Хаїр Марруфо (США) |

### Матч за 5-те місце
| 18 грудня 2018 17:30 |

| Есперанс                                                                 | 1–1      | Гвадалахара                                                                     |
| ------------------------------------------------------------------------ | -------- | ------------------------------------------------------------------------------- |
| Белаїлі 38' (пен.)                                                       | Протокол | Сандоваль 5' (пен.)                                                             |
|                                                                          | Пенальті |                                                                                 |
| Белаїлі · Машані · Шеммам · Бгір · Хеніссі · Дербалі · Кулібалі · Дауаді | 6–5      | Сальдівар · Марін · Годінес · Ван Ранкін · Сальсідо · Пінеда · Понсе · Брісуела |

| Хазза бін Заєд, Аль-Айн Глядачів: 5,883 Арбітр: Метью Конгер (Нова Зеландія) |

### Півфінали
| 18 грудня 2018 20:30 |

| Рівер Плейт                               | 2–2      | Аль-Айн                                          |
| ----------------------------------------- | -------- | ------------------------------------------------ |
| Борре 11', 16'                            | Протокол | Берг 3' Кайо 51'                                 |
|                                           | Пенальті |                                                  |
| Скокко · Кінтеро · Пратто · Борре · Перес | 4–5      | Кайо · Сіотані · Аль-Абабі · Абдулрахман · Яслам |

| Хазза бін Заєд, Аль-Айн Глядачів: 21,383 Арбітр: Джанлука Роккі (Італія) |

| 19 грудня 2018 20:30 |

| Касіма Антлерс | 1–3      | Реал Мадрид        |
| -------------- | -------- | ------------------ |
| Дой 78'        | Протокол | Бейл 44', 53', 55' |

| Заєд Спорт Сіті, Абу-Дабі Глядачів: 30,554 Арбітр: Вілтон Сампайо (Бразилія) |

### Матч за 3-тє місце
| 22 грудня 2018 17:30 |

| Касіма Антлерс | 0–4      | Рівер Плейт                                          |
| -------------- | -------- | ---------------------------------------------------- |
|                | Протокол | Сукуліні 24' Г. Мартінес 73', 90+3' Борре 89' (пен.) |

| Заєд Спорт Сіті, Абу-Дабі Глядачів: 13,550 Арбітр: Джанлука Роккі (Італія) |

### Фінал
| 22 грудня 2018 20:30 |

| Реал Мадрид                                        | 4–1      | Аль-Айн     |
| -------------------------------------------------- | -------- | ----------- |
| Модрич 14' Льоренте 60' Рамос 79' Надер 90+1' (аг) | Протокол | Сіотані 86' |

| Заєд Спорт Сіті, Абу-Дабі Глядачів: 40,696 Арбітр: Хаїр Марруфо (США) |

## Бомбардири
| Місце | Гравець              | Ігор               | Голів |
| ----- | -------------------- | ------------------ | ----- |
| 1     | Гарет Бейл           | Реал Мадрид        | 3     |
| 1     | Рафаель Сантос Борре | Рівер Плейт        | 3     |
| 3     | Маркус Берг          | Аль-Айн            | 2     |
| 3     | Гонсало Мартінес     | Рівер Плейт        | 2     |
| 3     | Цукаса Сіотані       | Аль-Айн            | 2     |
| 6     | Хірокі Абе           | Касіма Антлерс     | 1     |
| 6     | Мохамед Ахмед        | Аль-Айн            | 1     |
| 6     | Бандар Аль-Абабі     | Аль-Айн            | 1     |
| 6     | Маріо Барсіа         | Тім Веллінгтон     | 1     |
| 6     | Юсеф Белаїлі         | Espérance de Tunis | 1     |
| 6     | Кайо                 | Аль-Айн            | 1     |
| 6     | Арон Клепгем         | Тім Веллінгтон     | 1     |
| 6     | Дой Шома             | Касіма Антлерс     | 1     |
| 6     | Тонго Думбіа         | Аль-Айн            | 1     |
| 6     | Хуссейн Аль-Шахат    | Аль-Айн            | 1     |
| 6     | Маріо Іліч           | Тім Веллінгтон     | 1     |
| 6     | Маркос Льоренте      | Реал Мадрид        | 1     |
| 6     | Лука Модрич          | Реал Мадрид        | 1     |
| 6     | Рьота Нагакі         | Касіма Антлерс     | 1     |
| 6     | Серхіо Рамос         | Реал Мадрид        | 1     |
| 6     | Гаель Сандоваль      | Гвадалахара        | 1     |
| 6     | Сержиньйо            | Касіма Антлерс     | 1     |
| 6     | Анхель Сальдівар     | Гвадалахара        | 1     |
| 6     | Бруно Сукуліні       | Рівер Плейт        | 1     |

1 автогол
- Лео Сілва (Касіма Антлерс, проти Гвадалахари)
- Ях'я Надер (Аль-Айн, проти Реал Мадрида)

## Підсумкова таблиця
Матчі, які завершувались визначенням переможця в додатковий час, враховувалися як перемоги і поразки, а матчі, де переможець визначився в серії пенальті, враховувалися як нічиї.
| Поз | Команда                | І | В | Н | П | ГЗ | ГП | РГ | О |
| --- | ---------------------- | - | - | - | - | -- | -- | -- | - |
| 1   | Реал Мадрид (УЄФА)     | 2 | 2 | 0 | 0 | 7  | 2  | +5 | 6 |
| 2   | Аль-Айн (АФК) (H)      | 4 | 1 | 2 | 1 | 9  | 9  | 0  | 5 |
| 3   | Рівер Плейт (КОНМЕБОЛ) | 2 | 1 | 1 | 0 | 6  | 2  | +4 | 4 |
| 4   | Касіма Антлерс (АФК)   | 3 | 1 | 0 | 2 | 4  | 9  | −5 | 3 |
| 5   | Есперанс (КАФ)         | 2 | 0 | 1 | 1 | 1  | 4  | −3 | 1 |
| 6   | Гвадалахара (КОНКАКАФ) | 2 | 0 | 1 | 1 | 3  | 4  | −1 | 1 |
| 7   | Тім Веллінгтон (ОФК)   | 1 | 0 | 1 | 0 | 3  | 3  | 0  | 1 |

## Нагороди
За результатами турніру були присуджені наступні нагороди:
| Adidas Золотий м'яч      | Adidas Срібний м'яч | Adidas Бронзовий м'яч              |
| ------------------------ | ------------------- | ---------------------------------- |
| Гарет Бейл (Реал Мадрид) | Кайо (Аль-Айн)      | Рафаель Сантос Борре (Рівер Плейт) |
| Нагорода FIFA Fair Play  |                     |                                    |
| Реал Мадрид              |                     |                                    |